# Marie Colomb
Marie Colomb (nascuda a Sent Pardon de Concas) és una actriu francesa.

## Biografia
De petita, va filmar en secret la seva família amb una càmera web i després les va editar.
Va debutar al cinema el 2017 en un llargmetratge de Mathieu Gari Un, deux, trois, l'equip tècnic de la qual, director inclòs, inclou només dues persones.
També participa en curtmetratges i vídeos musicals (incloent A2 de Caballero & JeanJass; Je veux te baiser d'Odezenne; High de PLK). esprés va aparèixer al repartiment de Vaurien de Peter Dourountzis i Les Magnétiquess de Vincent Maël Cardona.
A la televisió, interpreta el paper principal a la minisèrie Laëtitia, basada en la novel·la Laëtitia ou la Fin des hommes d'Ivan Jablonka, basat en l'assassinat de la jove Laëtitia Perrais que va tenir lloc el gener de 2011 a La Bernerie-en-Retz. Per a aquest paper, es va matricular a l'estudi Pygmalion el 2018, on va ser ensinistrada per Jeanne Gottesdiener
El 2022 va aparèixer a la segona temporada d'OVNI(s) i a la pel·lícujla As bestas de Rodrigo Sorogoyen per la que fou nominada al Goya a la millor actriu secundària.

## Filmografia

### Cinema

#### Llargmetratges
- 2017 : Un, deux, trois de Mathieu Gari : Julie
- 2017 : Merrick de Benjamin Diouris : esther
- 2018 : Sunshine State of Mind de Vincent Dale i Germain Le Carpentier : Suzanne
- 2020 : Vaurien de Peter Dourountzis : Caroline
- 2021 : Les Magnétiques de Vincent Cardona : Marianne
- 2022 : As bestas de Rodrigo Sorogoyen : Marie

### Curtmetratges
- 2017 : J'mange froid de Romain Laguna : Nawell
- 2018 : Les Amoureux de Pablo Dury : Aurore
- 2019 : Things the Wildflowers told me d'Axelle Vacher
- 2021 : Gabriel Rose de Léopold Kraus : Ninon
- 2022 : Le Caillou de Clovis Lvh

### Televisió

#### Sèries de televisió
- 2019 - 2020 : Laëtitia : Laëtitia Perrais
- 2022 : Ovni(s) : Véronique

### Clips
- 2018 : A2, Caballero i Jean Jass - Adrien Lagier et Ousmane Ly
- 2018 : Burning House, Howlin’ Jaws - Leo Schrepel
- 2018 : High, PLK - Rémi Danino
- 2017 : Slow-Motion, DJ Pone - Adrien Benoliel et Romain Winkler
- 2014 : JVTB, Odezenne - Romain Winkler
- 2014 : Joy feat. Arthur Angrand - WOman

## Distincions
- Festival Jean-Carmet 2021 : Premi del Jurat i Premi del Públic a la millor actriu secundària per Les Magnétiques[10]